# بتروفيزياء
البتروفيزياء (بالإنجليزية:Petrophysics) هو العلم الذي يهتم بدراسة الخواص الفيزيائية للصخور وعلاقتها بالموائع. المعنى الحرفي للبتروفيزياء هو فيزياء الصخور وهو أحد اقسام علوم الأرض وله ارتباط مباشر بكل من الجيولوجيا والجيوفيزياء و هندسة البترول.
احد أهم تطبيقات البتروفيزياء هي في مجال التنقيب عن النفط. حيث يقوم البتروفيزيائيين بمساعدة الجيولوجيين ومهندسي البترول في دراسة الخواص الصخرية للخزانات النفطية. واحد أهم ما يتم دراسته هو المسامية وترابط المسامات. وقد يستعين البتروفيزيائيين بسجل الحفر (well logs) للدراسة الخواص الصخرية.
مهام البتروفيزيائيين
تشمل العديد من المهام واهمها حساب وتقدير خمسة خواص لخزان النفط وهي:
- المسامية
- النفاذية
- حجم الطفل الصفحي
- نسبة الماء في الخزان النفطي
- الحجم الصافي للخزان النفطي